# Jean Billard
Pour les articles homonymes, voir Billard (homonymie).
Jean Jacques Auguste Billard (né le 24 février 1893 à Malesherbes (Loiret) - mort le 3 juillet 1968 à Reims) est un homme politique français.

## Biographie
Officier de la Légion d'honneur en 1949, chirurgien, professeur honoraire de clinique chirurgicale à la faculté de médecine et chef du service de chirurgie des hôpitaux de Reims.
Résistant, il est maire de Reims de 1944 à 1945. Fils et petit-fils de médecin, il épouse à Reims, en 1925, Anne-Marie Antoinette Lardennois (1900 - 1964), fille du docteur Henry Lardennois. Ils reposent tous deux dans le canton 20 du cimetière du Nord.
Il œuvre à la libération de la ville de Reims en 1945 aux côtés du général Dwight D. Eisenhower et le fait citoyen d'honneur de la ville de Reims.
Il décède le 3 juillet 1968 et repose à Reims au cimetière du Nord.